# الاتصالات السلكية واللاسلكية في جامايكا
تتضمن الاتصالات السلكية واللاسلكية في جامايكا الإذاعة والتلفاز والهواتف الثابتة والمحمولة والانترنت.

## الإذاعة والتلفاز
- محطات الإذاعة: شركة اذاعة جامايكا المحدودة ذات الملكية الخاصة وفروعها تشغل محطات اذاعية عديدة، ويوجد تقريباً 70 محطة اذاعية وجميعها تابعة للقطاع الخاص بحسب احصائيات (2007)، وبلغ عدد الاذاعات 1.215 بحسب احصائيات (1997).
- وبلغت اذاعات الراديو 1215000 اذاعة (1997)
- محطات التلفاز: شركة اذاعة جامايكا المحدودة تعمل على عدة محطات تلفزيونية بالإضافة إلى خدمات التلفاز المدفوع، وهناك محطتان تلفزيونيتان أخريان تابعة للقطاع الخاص (2007).
- اجهزة التلفاز: وبلغ عددها 460.000 في عام 1997.

## الاتصالات
رمز الاتصال: + 1-876، + 1-658رمز الاتصال الدولي: 011
والمكالمات من جامايكا إلى الولايات المتحدة وكندا ودول البحر الكاريبي تكون ارقامها كالتالي:
(+1، رمز المنطقة الكاريبية، رقم مكون من سبعة ارقام)، اما المكالمات من جامايكا إلى الدول غير الكاريبية تكون كالتالي (011،  رمز البلد، رقم الهاتف مع رمز المنطقة المحلية).
تنسيق الأرقام: nxx-xxxx                  
- الخطوط الرئيسية: 265000 خط مستخدم واحتلت المرتبة 123 على العالم في 2011.
- خطوط الهاتف المحمول: 2.7 مليون واحتلت المركز 135 في العالم في 2012
- شبكات الهاتف: شبكة هاتف آلية مدعومة بالكامل الناتج عن اتفاقية عام 1999 لفتح سوق خدمات الاتصالات ونتج عن ذلك نمو ملحوظ في اعداد المستخدمين للهواتف المحمولة بينما انخفض مستخدمون خطوط الهواتف الثابتة (2011).
- الكثافة الهاتفية: 110اتصال  لكل 100 شخص (2011).
- المحطات الارضية: إنتل سات (المحيط الأطلسي)
- كيبل الاتصالات: وصلات كيابل بحرية «فايبر لينك» ممتدة للبحر الكاريبي والأمريكيتين وجمهورية الدومينيكان وإلى الولايات المتحدة وأجزاء من منطقة البحر الكاريبي وأمريكا الوسطى والجنوبية ويُربط كيبل الالياف الضوئية البحرية بين جامايكا وكوبا وفنزويلا(2010).

وتملك جامايكا نظام اتصالات هاتفي رقمي بالكامل.

### الهواتف المحمولة
ويوجد 3 خطوط هواتف محمولة في البلاد – LIME) وتسمى الآن FLOW)، Digicel وتسمى أيضا (Oceanic Digital)، MiPhone (المعروفة حاليا باسم Claro منذ 2008) حتى تم الاستحواذ على شركة النقل وبيعت نطاقاتها إلى شركة Digicel وانفقت الشركة الملايين لترقية وتطوير الشركة، ومُنحت شركتي Digicel و Oceanic Digital تراخيص لتشغيل خدمات الهاتف المحمول في سوق الاتصالات الحديث والتي كانت يوماَ ما المجال الوحيد لاحتكار الكيبلات والخدمات اللاسلكية، واختارت Digicel نظام GSM اللاسلكي شائع الاستخدام، بينما اختارت Oceanic نظام CDMA ، والخدمات اللاسلكية والكابلات التي بدأت باختيارها لنظام TDMA طوَّرتها لاحقاً إلى GSM وتوفر حالياً كلا الخدمتين على شبكتها
ومع زيادة عدد المستخدمين للاسلكي انخفض عدد المستخدمين للخطوط الأرضية التي توفرها شركة Cable and Wireless من ما يزيد قليلاً عن نصف مليون إلى حوالي ثلاثمائة ألف حسب احصائيات عام 2006، وفي محاولة للعودة إلى السوق، أطلقت شركة Cable and Wireless مؤخرًا خدمة خط أرضي جديدة تسمى HomeFone Prepaid والتي من شأنها أن تسمح للعملاء بالدفع مقابل الدقائق التي يستخدمونها فقط بدلاً من دفع رسوم شهرية محددة للخدمة، مثل الخدمة اللاسلكية المدفوعة مسبقًا.
وبيعت رخصتين من قبل الحكومة الجامايكية لتقديم خدمات الهاتف المحمول في الجزيرة، يشمل ذلك ترخيص كانت تملكه شركة AT&T Wireless ولكن لم يُستخدم مطلقاً، وايضا رخصة واحدة جديدة.
ووضعت شركة FLOW الوافد الآخر إلى سوق الاتصالات الجامايكي كابل بحري جديد يربط جامايكا بالولايات المتحدة، وبذلك يزيد عدد الكابلات التي تربط جامايكا بالعالم إلى أربعة، استحوذت شركة Cable and Wireless Communications على الشركة الأم في نوفمبر 2014وانتهت منها في مارس 2015، وأعيد إطلاق FLOW الجديد في أغسطس 2015، ليخلف LIME و Flow القديم، مقدماً خدمات الجوال والصوت الثابت والنطاق الواسع وخدمات التلفاز في السوق، وبذلك تكون أول مزود للأربعة المذكورة  في جامايكا، وتدير الشركة شبكة نحاسية كبيرة ورثتها من (LIME)  تغطي الجزيرة كامله بالإضافة إلى شبكة Hybrid Fiber و Coaxial (Old Flow)  في المناطق الكبيرة والمتطورة مثل العاصمة كينجستون ومونتيغو باي، ويوفرون أيضا الألياف إلى المنازل الصغيرة منذ 2011 في احياء معينة من سانت جيمس، اما من ناحية الهاتف المحمول، فقد طرحت الشركة تقنية 4G HSPA + (بسرعة تصل إلى 21 ميجابايت في الثانية) في الجزيرة في نوفمبر 2015وتخطط الشركة للانتقال إلى LTE خلال عام 2016، ومع ذلك شركة Digicel هي أول مزود لشبكة LTE في جامايكا.

## الإنترنت
- اعلى مستوى نطاق للإنترنت: تسجل نطاقات jm (اعلى نطاق للإنترنت في جامايكا) والمسؤول عن هذه التسجيلات معهد مادهاف للتكنولوجيا والعلوم في جزر الهند الغربية، وعلى الرغم من ان خدمة التسجيل لديهم مجانية الا انهم يفكرون في أخذ الرسوم مقابلها في السنوات القادمة.
- مستخدمو الإنترنت: بلغ عدد المستخدمين 1.3 مليون مستخدم واحتلت المركز 108 على العالم، ونسبة مستخدمين الإنترنت بلغت 46.5 ٪ من السكان واحتلت المركز 94 على العالم حسب احصائيات 2012
- خطوط النطاق العريض الثابتة: 125,188اشتراك في الخطوط، وتحتل المركز 96 على العالم، ونسبة المشتركين 4.3 ٪ من السكان وتحتل المركز 109 على العالم حسب احصائيات 2012 .
- خطوط الشبكة اللاسلكية: 45,505 اشتراك في الخطوط وتحتل المركز 127على العالم، ونسبة المشتركين 1.6 ٪ من السكان مما جعلها تحتل المركز 128 على العالم حسب احصائيات 2012 .
- استضافات الإنترنت: 3906 استضافة في المنطقة واحتلت على ذلك المركز 149 على العالم (2012).

### الرقابة والإشراف على الإنترنت
لا توجد قيود على الإنترنت ولا توجد تقارير رسمية تفيد بأن الحكومة تراقب البريد الإلكتروني أو الدردشات على الإنترنت دون امر قضائي.
ويوفر القانون حرية التعبير والصحافة في جامايكا وتحترم الحكومة هذه الحقوق وممارستها، فالصحافة المستقلة والحماية القضائية والديمقراطية في السياسة تتضامن معاً لضمان حرية التعبير والصحافة، ووسائل الاعلام المستقلة لها الحق في التعبير عن الآراء دون قيود، وفي السابق كانت اغلب وسائل الاعلام مملوكة للحكومة ولكنها متقبلة لآراء الجميع، وعلى الرغم من ان القانون يمنع الدخول الجبري وانتهاك خصوصية الفرد أو الاسرة أو المنزل أو المراسلات الخاصة الا ان الشرطة تجري عمليات تفتيش دون أوامر قضائية.
وفي نوفمبر 2013، أقر مجلس النواب الجامايكي قانون الغاء التشهير بعد موافقة مجلس الشيوخ بالإجماع، واستغرق الامر 6 سنوات لعديل قوانين التشهير والقذف والتي على الرغم من قلتها الا انها جعلت السجن عقاب الجرائم الإعلامية.

## روابط خارجية
- منى لخدمات تكنولوجيا المعلومات (MITS)، جامعة جزر الهند الغربية، مسجل أسماء نطاقات جامايكا.
- تلفزيون جامايكا